# Cantón de Issoudun-Sur
El cantón de Issoudun-Sur era una división administrativa francesa, que estaba situada en el departamento de Indre y la región de Centro-Valle de Loira.

## Composición
El cantón estaba formado por trece comunas, más una fracción de la comuna que le daba su nombre:
- Ambrault
- Bommiers
- Brives
- Chouday
- Condé
- Issoudun (fracción)
- Meunet-Planches
- Neuvy-Pailloux
- Pruniers
- Saint-Aubin
- Sainte-Fauste
- Ségry
- Thizay
- Vouillon

## Supresión del cantón de Issoudun-Sur
En aplicación del Decreto nº 2014-178 de 18 de febrero de 2014, el cantón de Issoudun-Sur fue suprimido el 22 de marzo de 2015 y sus 14 comunas pasaron a formar parte; ocho del nuevo cantón de La Châtre, tres del nuevo cantón de Issoudun y dos del nuevo cantón de Ardentes.